# نایتو ماساتویو

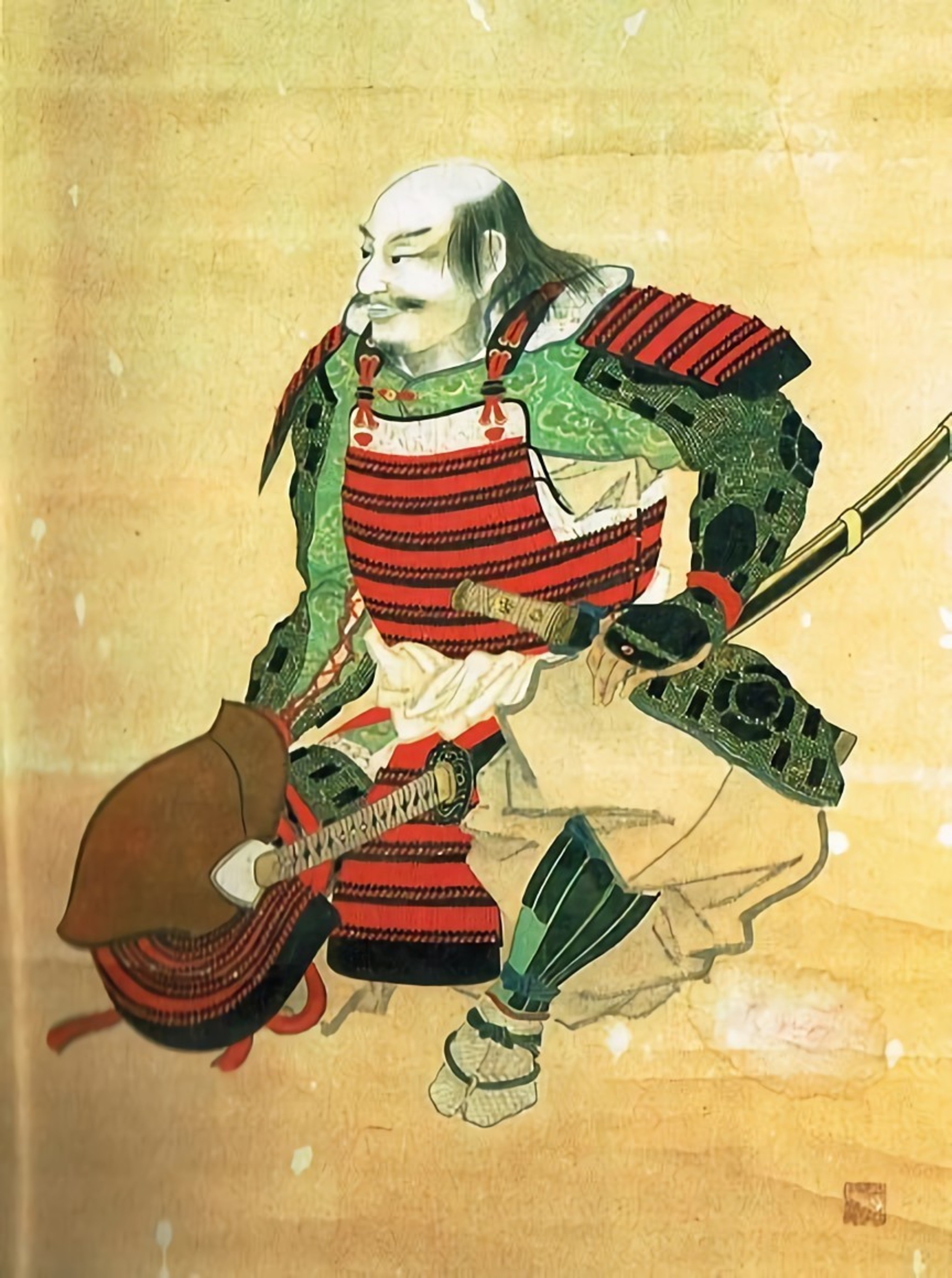
نگاره ای از نایتو ماساتویو

نایتو ماساتویو (به ژاپنی: 内藤 昌豊 Naitō Masatoyo)، یا نایتو ماساهیده؛ (۱۵۲۲ – جون ۲۹، ۱۵۷۵ میلادی) بک سامورایی در دوره سنگوکو و یکی از ۲۴ ژنرال تاکدا شینگن بود.